# Felixstowe F.5
Felixstowe F.5 là một loại tàu bay của Anh trong Chiến tranh thế giới I.

## Quốc gia sử dụng

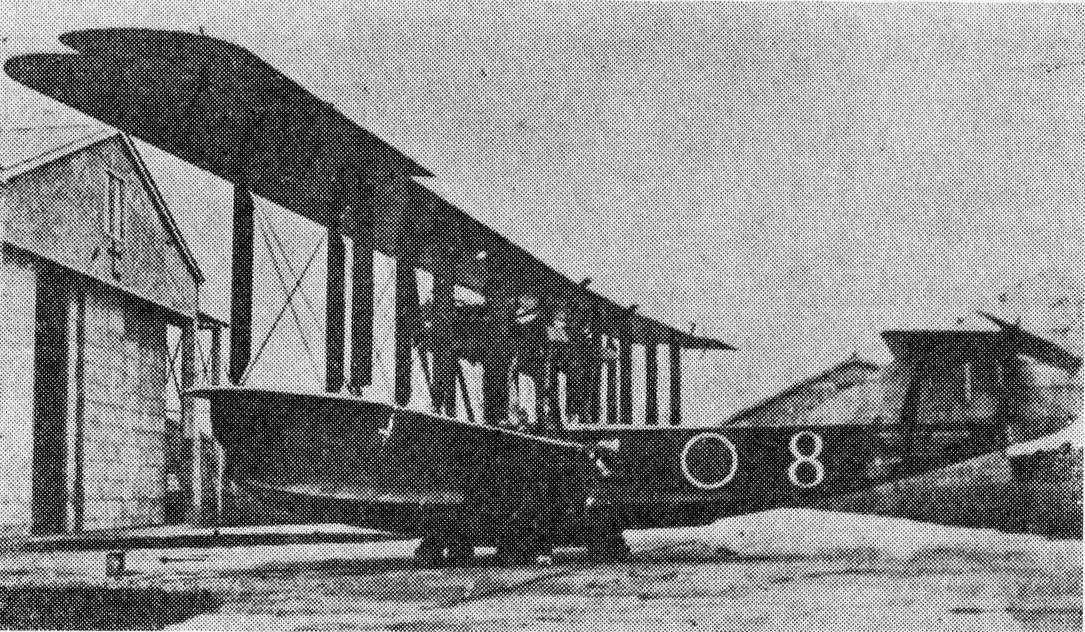
F.5 của Nhật Bản

Anh Quốc
- Không quân Hoàng gia
- Cục Không quân Hải quân Hoàng gia

 Hoa Kỳ
- Hải quân Hoa Kỳ

 Nhật Bản - (Sau chiến tranh)
- Hải quân Đế quốc Nhật Bản

## Tính năng kỹ chiến thuật (F5)
Dữ liệu lấy từ Aircraft of the Không quân Hoàng gia
Đặc điểm tổng quát
- Kíp lái: 4
- Chiều dài: 49 ft 3 in (15 m)
- Sải cánh: 103 ft 8 in (31,6 m)
- Chiều cao: 18 ft 9 in (5,7 m)
- Diện tích cánh: 1.409 ft² (131 m²)
- Trọng lượng rỗng: 9.100 lb (4.128 kg)
- Trọng lượng có tải: 12.682 lb (5.753kg)
- Động cơ: 2 × Rolls-Royce Eagle VIII, kiểu động cơ piston V-12, 345 hp (257 kW)  mỗi chiếc

 Hiệu suất bay 
- Vận tốc cực đại: 76 knot (88 mph, 142 km/h) trên độ cao 2.000 ft (610 m)
- Trần bay: 6.800 ft (2.073 m)
- Vận tốc lên cao: 30 phút lên độ cao 6.500 ft (1.980 m)
- Thời gian bay: 7 h

Trang bị vũ khí

- Súng: 4 × súng máy Lewis
- Bom: 920 lb (417 kg)